# Priasilpha aucklandica
Priasilpha aucklandica is een keversoort uit de familie Phloeostichidae. De wetenschappelijke naam van de soort is voor het eerst geldig gepubliceerd in 2005 door Leschen, Lawrence & Slipinski.